# Rincón Zacaiste
Rincón Zacaiste är en ort i Mexiko.   Den ligger i kommunen Tierra Blanca och delstaten Veracruz, i den sydöstra delen av landet, 300 km öster om huvudstaden Mexico City. Rincón Zacaiste ligger 32 meter över havet och antalet invånare är 107.
Terrängen runt Rincón Zacaiste är mycket platt, och sluttar österut. Runt Rincón Zacaiste är det ganska tätbefolkat, med 65 invånare per kvadratkilometer. Trakten runt Rincón Zacaiste består till största delen av jordbruksmark.